# Michele Amari
Michele Amari foi um patriota, político do Reino de Itália, orientalista e estudioso da Sicília muçulmana, autor de várias obras de relevância internacional.